# Università della California - Los Angeles
L'Università della California - Los Angeles (in inglese University of California, Los Angeles; UCLA) è un'università pubblica e di ricerca statunitense tra le più importanti e prestigiose al mondo, che si trova a Los Angeles in California all'interno dell'area residenziale di Westwood.
Istituita nel 1919 dalla trasformazione di un precedente istituto di educazione superiore, la State Normal School, fondato nel 1882 per formare gli insegnanti, è il secondo campus più antico del sistema Università della California, dopo quello di Berkeley.

## Storia

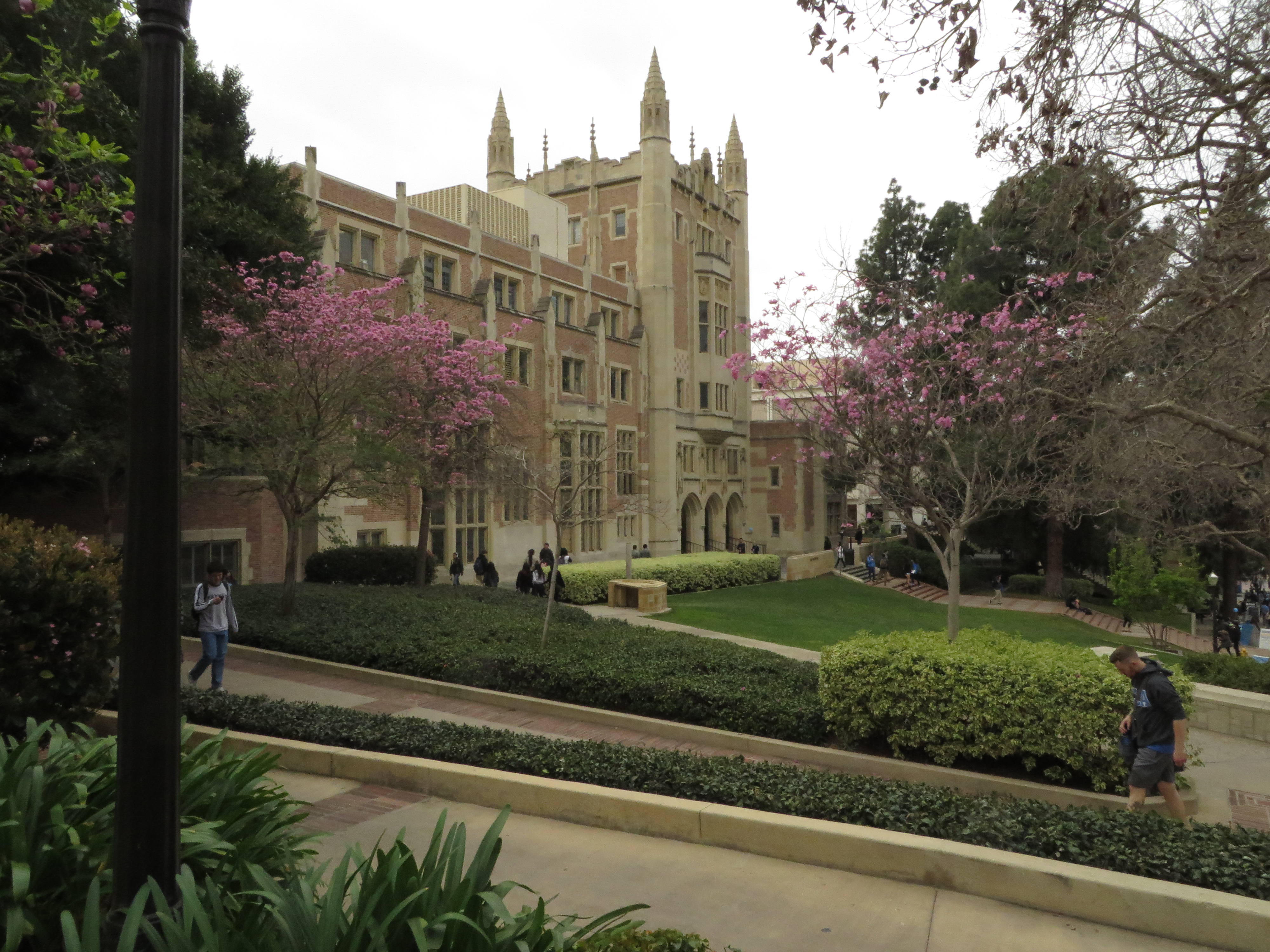
Il prato anteriore della Kerckhoff Hall dell'UCLA, come si vede durante la scena di orientamento in Legally Blonde.

Nel maggio 1881, dopo pressanti richieste da parte degli abitanti, la California Legislature autorizzò la creazione di una seconda università pubblica nella zona metropolitana di Los Angeles, per istruire insegnanti per la crescente popolazione della California del Sud.
La State Normal School aprì il 29 agosto 1882, dove attualmente c'è la biblioteca centrale della città (Los Angeles Public Library).
La nuova struttura includeva una scuola elementare dove gli insegnanti che studiavano all'università potevano esercitare le loro tecniche di insegnamento.
Nel 1914, la scuola fu spostata in un nuovo campus su Vermont Avenue a Hollywood. Nel 1917, il direttore Ernst Carrol Moore suggerì che la State Normal School diventasse il secondo campus della Università della California.
La legge fu approvata il 23 marzo 1919, legge che trasformò la scuola nella sede del sud della Università della California (SBUC), e introdusse i corsi di laurea (secondo il sistema universitario americano, Undergraduate) in Lettere e Scienze.
Nel 1927 l'università fu rinominata "University of California at Los Angeles", la parola "at" fu ufficialmente rimpiazzata da una virgola.
Nel 1958, come tutti gli altri campus del sistema universitario californiano, fu chiamata UCLA.
Ancora nel 1927 il campus fu spostato nella zona di Westwood. Le prime lezioni nel nuovo campus, di oltre 1,6 km², si tennero nel 1929, negli originari 4 edifici. Nel 1933 la UCLA poté rilasciare il "master's degree" e nel 1936 il PhD.
Nel 1934, dopo la morte di William Andrews Clark, Jr., la UCLA ricevette la sua prima donazione di una certa entità, e ancora oggi una delle più generose nella sua storia, la "William Andrews Clark Memorial Library". La collezione di rari libri e manoscritti include una delle maggiori collezioni di letteratura inglese, storia, e stampe d'arte del mondo.

## Campus

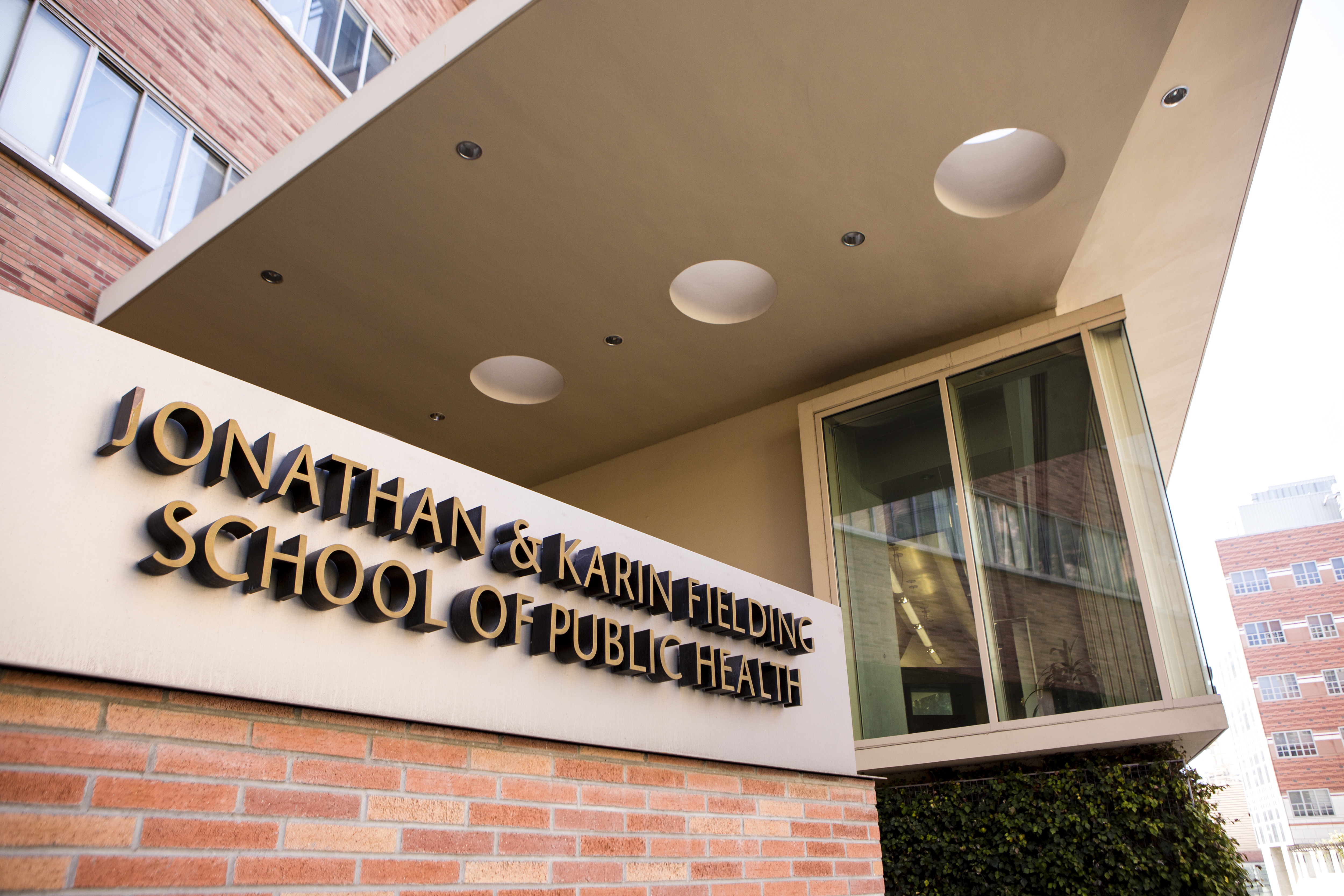
Scuola di Sanità Pubblica di Fielding.

Il campus al momento comprende 163 edifici sparsi per un'area di 1,7 km², nella parte occidentale di Los Angeles, a nord del quartiere commerciale di Westwood e poco a sud del Sunset Boulevard e confina con i quartieri di Bel Air, Beverly Hills e Brentwood. Vi sono ampi prati, giardini con sculture e fontane, musei e una grande quantità di stili architettonici. È diviso non ufficialmente in North Campus e South Campus, che si trovano tutti nella metà occidentale del territorio dell'università.
Il North Campus è l'originario nucleo del campus, con una architettura più classica, di stile italiano; vi hanno sede le facoltà di arte, discipline umanistiche, scienze sociali, legge ed economia ed è attraversato dal viale alberato di Dickinson Court. Il South Campus è la sede delle facoltà di Fisica, Biologia, Ingegneria, Psicologia, Matematica, Medicina e dello UCLA Medical Center.
Il campus è in continua evoluzione, con moltissimi progetti di ampliamento, che includono nuove aree residenziali, aule e laboratori e un nuovo ospedale. Le residenze per circa 8 000 studenti sono distribuite tra 14 complessi su una collinetta nella zona occidentale del campus, chiamata "The Hill". La Hill è collegata al resto del campus da un percorso molto frequentato chiamato Bruin Walk, che divide a metà il campus.
La vita degli studenti in questa zona è gestita dal  Office of Residential Life. (ORL).
I servizi comprendono 4 ristoranti e tre boutique-style eateries. Agli studenti sono garantiti, allo stato attuale delle cose, 3 anni di residenza nel campus, ma l'Housing Master Plan sta lavorando per garantire 4 anni di residenza per tutti gli studenti per il 2010.
Nel 2002 l'università ha incominciato a costruire un nuovo complesso residenziale, Weyburn Terrace, per raccogliere tutti i laureati. Il nuovo complesso è situato sul bordo occidentale di Westwood, a pochi isolati dal campus principale della UCLA, ed è stato completato prima del semestre invernale del 2005. Weyburn Terrace permette alla UCLA di provvedere all'alloggio di circa la metà dei laureati che arrivano e degli studenti professionali.
L'Ackerman Union, il John Wooden Center, L'Arthur Ashe Health and Wellness center, lo Student Activities Center, Kerkhoff Hall, il JD Morgan Center, Il James Wes Alumni Center, e il Pauley Pavillion si affacciano sulla piazza principale del campus.
L'edificio della Royce Hall, il più monumentale del campus, fu costruito dall'architetto David Allison nel 1929, ispirandosi alla Basilica di Sant'Ambrogio di Milano.
Il più alto edificio del campus è intitolato a Ralph Bunche, uno studente afro-americano, che ha ricevuto il premio Nobel per la pace nel 1950 per aver negoziato la pace tra gli israeliani e i palestinesi in Palestina. Un suo busto, all'entrata della Bunche Hall, sovrasta lo Sculpture Garden.
È stato il primo non europeo e il primo alunno della UCLA a essere insignito del premio
Il campus ha un gran numero di parcheggi, sia sotterranei sia no, ma l'università continua a lamentare una grave carenza di parcheggi, che è accompagnata dalla carenza di alloggi della California meridionale. L'università ha riservato i parcheggi allo staff e ad alcuni studenti, senza tenere conto della distanza del luogo di provenienza. Ci sono numerose strutture servite da autobus locali.

## Corsi di Laurea

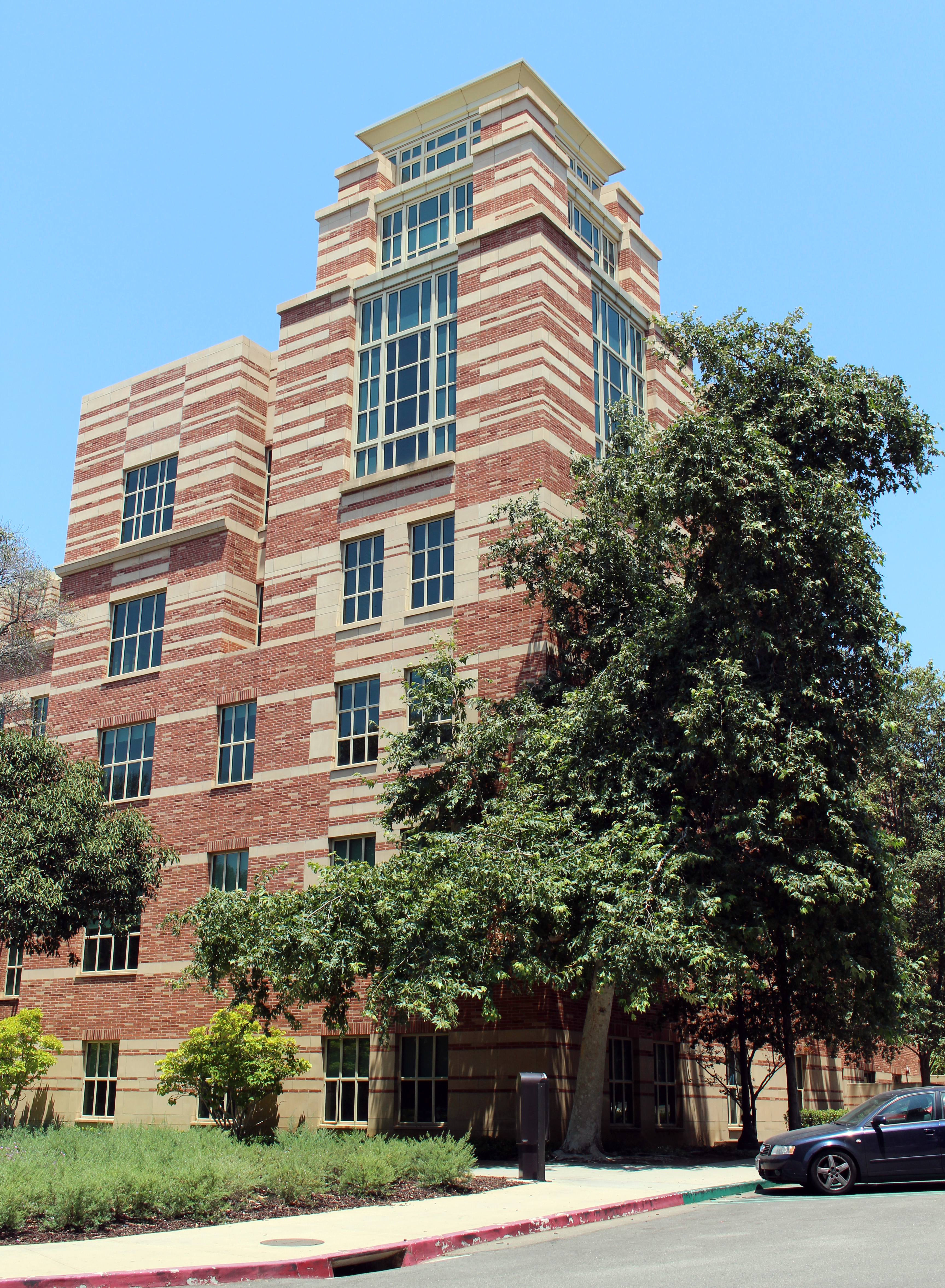
Biblioteca di legge Hugh e Hazel Darling, UCLA School of Law.

La UCLA è organizzata nei seguenti College e scuole:
- College of Letters and Sciences, su college.ucla.edu.
- The Graduate Division of Letters and Sciences, su gdnet.ucla.edu.
- School of the Arts and Architecture, su arts.ucla.edu.
- School of Education & Information Studies, su seis.ucla.edu.
- The Henry Samueli School of Engineering and Applied Science, su engineer.ucla.edu.
- School of Law, su law.ucla.edu.
- Anderson School of Management, su anderson.ucla.edu.
- School of Public Affairs, su spa.ucla.edu. URL consultato il 26 giugno 2019 (archiviato dall'url originale l'11 ottobre 2007).
- School of Theater, Film, and Television, su tft.ucla.edu.
- David Geffen School of Medicine presso UCLA
- Jules Stein Eye Institute, su jsei.org.
- Neuropsychiatric Institute, su npi.ucla.edu.
- School of Nursing, su nursing.ucla.edu.
- School of Dentistry, su uclasod.dent.ucla.edu. URL consultato il 26 giugno 2019 (archiviato dall'url originale il 26 luglio 2010).
- School of Public Health, su ph.ucla.edu.

Le scuole di tema medico, con il UCLA Medical Center e i centri di ricerca, sono noti con il nome di UCLA Center for Health Sciences.

Nel 2005 l'università ha annunciato il suo piano di cinque anni per costruire un centro per lo studio delle cellule staminali in medicina e biologia. Lo Stato della California raramente concede finanziamenti a laboratori di questo tipo.
Il  The California NanoSystems Institute. è un altro progetto sviluppato in collaborazione con la University of California, Santa Barbara, per studiare il campo delle nanotecnologie.

## Ammissioni
Nel 2021, 139.490 studenti hanno richiesto l'ammissione alla UCLA per l'anno accademico 2021-2022, più di ogni altra università americana, e 15.028 studenti sono stati accettati, una percentuale del 10,8%
La media GPA è stata 4,00, il massimo valore possibile. La UCLA attualmente si posiziona prima nel sistema universitario californiano in quanto a selettività degli studenti, percentuali di laureati e di abbandoni.

## UCLA, ARPANET e Internet

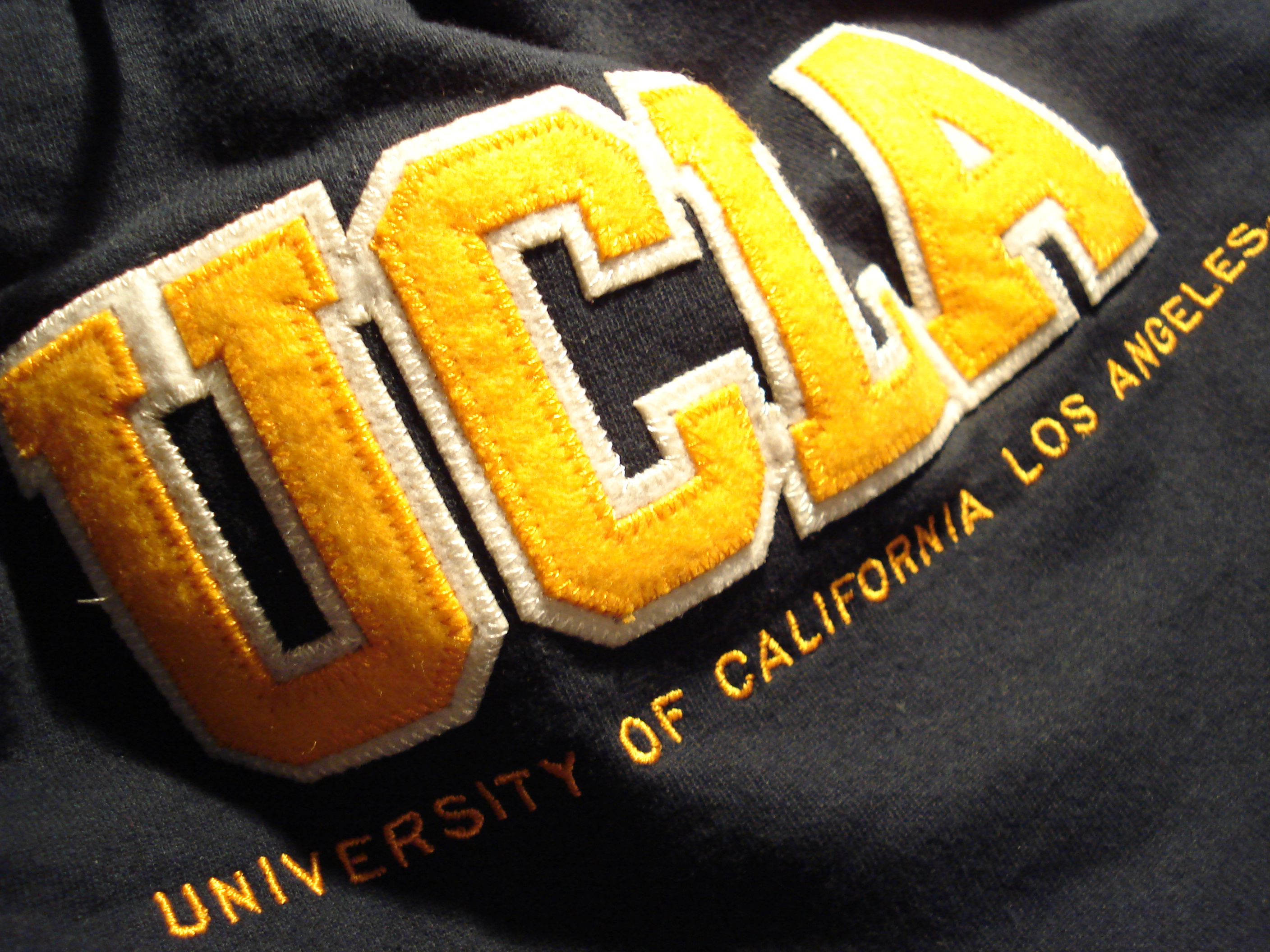
Una felpa con cappuccio dell'UCLA Store.

ARPANET, la prima rete di computer del mondo, fu attivata il 21 novembre 1969 tra due nodi, uno al Leonard Kleinrock Lab alla UCLA, l'altro al Douglas Engelbart Lab allo Stanford Research Institute, a Menlo Park, California. Gli Interface Message Processors nelle due sedi erano come i backbone del primo Internet.
Il Kleinrock Lab, alla Boelter Hall, mandò il primo messaggio online della storia. Vinton Cerf, insignito anche del Premio Turing, era un dottorando al dipartimento di informatica sotto Kleinrock nei primi anni settanta, e lavorò anche ad ARPANET. Sarà attivo successivamente anche con Bob Kahn nella stesura di A Protocol for Packet Network Intercommunication  che porrà le basi per il successivo sviluppo dello stack TCP/IP.
Nel 1988, Kleinrock guidò il gruppo che produsse il report  Toward a National Research Network.. Questo report fu presentato al Congresso e influenzò l'allora senatore Al Gore tanto da essere ciò che fondò il documento High Performance Computing Act of 1991, scritto proprio da Gore, che decretò lo sviluppo di Internet negli anni novanta; in particolare condusse allo sviluppo di Mosaic, che fu finanziato dalla High-Performance Computing and Communications Initiative.
L'11 gennaio 1994, l'allora vicepresidente Al Gore illustrò il progetto della amministrazione Clinton per lo sviluppo della "Information Superhighway" (superautostrada dell'informazione) alla Royce Hall della UCLA.  INDEX 1994 JANUARY 13, 1994. URL consultato il 3 novembre  2017 (archiviato dall'url originale il 24 febbraio 2006). Gore frequentò successivamente la UCLA come "visiting professor" alla School of Public Policy and Social Research, del dipartimento di Policy Studies, nel 2001.

## Attivismo

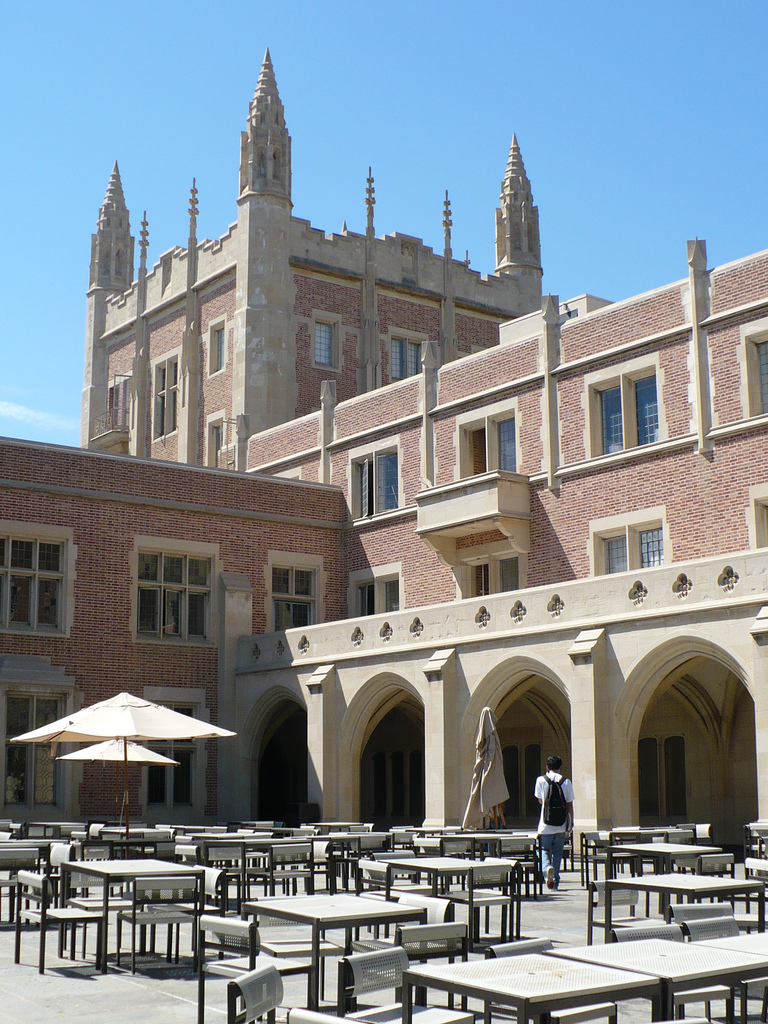
La Kerckhoff Hall ospita il governo studentesco e il Bruin quotidiano.

Nel 1995, 2001 e 2004 la rivista Mother Jones ha inserito la UCLA nella sua lista dei 10 campus più "impegnati" (Top 10 Activist Campuses). La tradizione dell'impegno della UCLA si può fa risalire al 1934, quando il rettore Ernest Moore dichiarò la UCLA "il peggiore focolaio del comunismo negli USA" e sospese 5 membri della rappresentanza studentesca (student government) per - si dice - “aver usato i loro uffici per aiutare le attività rivoluzionarie della Lega Nazionale Studentesca, una organizzazione comunista che ha corrotto l'Università per alcuni mesi”. Più di 3 000 studenti si radunarono per protesta nel Royce Quad, e gli agenti di polizia del campus, cercando di zittire gli speaker, furono spinti tra i cespugli. La folla si disperse prima che fossero fatti arresti e il rettore Robert Sproul successivamente reintegrò gli studenti ( Archiviato l'8 marzo 2006 in Archive.is.).
Mentre l'impegno studentesco alla UCLA negli anni quaranta sostenne gli Alleati nella seconda guerra mondiale, negli anni sessanta il campus si impegnò contro la guerra del Vietnam. Le proteste alla UCLA ebbero inizio nel 1967, quando più di 500 studenti manifestarono contro l'assunzione di laureati da parte della Dow Chemicals, che produceva il napalm, sostanza incendiaria usata dai soldati. Le proteste aumentarono con la prosecuzione della guerra.
Durante l'anno accademico 1969-1970, varie organizzazioni attiviste furono infiltrate da agenti federali che provocarono dissidi tra di esse. Il 17 gennaio 1969, gli studenti e membri delle Pantere Nere John Huggins, 23 anni, e Bunchy Carter, 26, furono uccisi nella Campbell Hall da membri della United Slaves, una organizzazione rivale nella politica del black power capeggiata da Maulana Karenga. In seguito, si seppe che agenti della FBI si erano infiltrati in entrambi i gruppi e avevano esacerbato le tensioni, seguendo gli obiettivi del programma COINTELPRO.

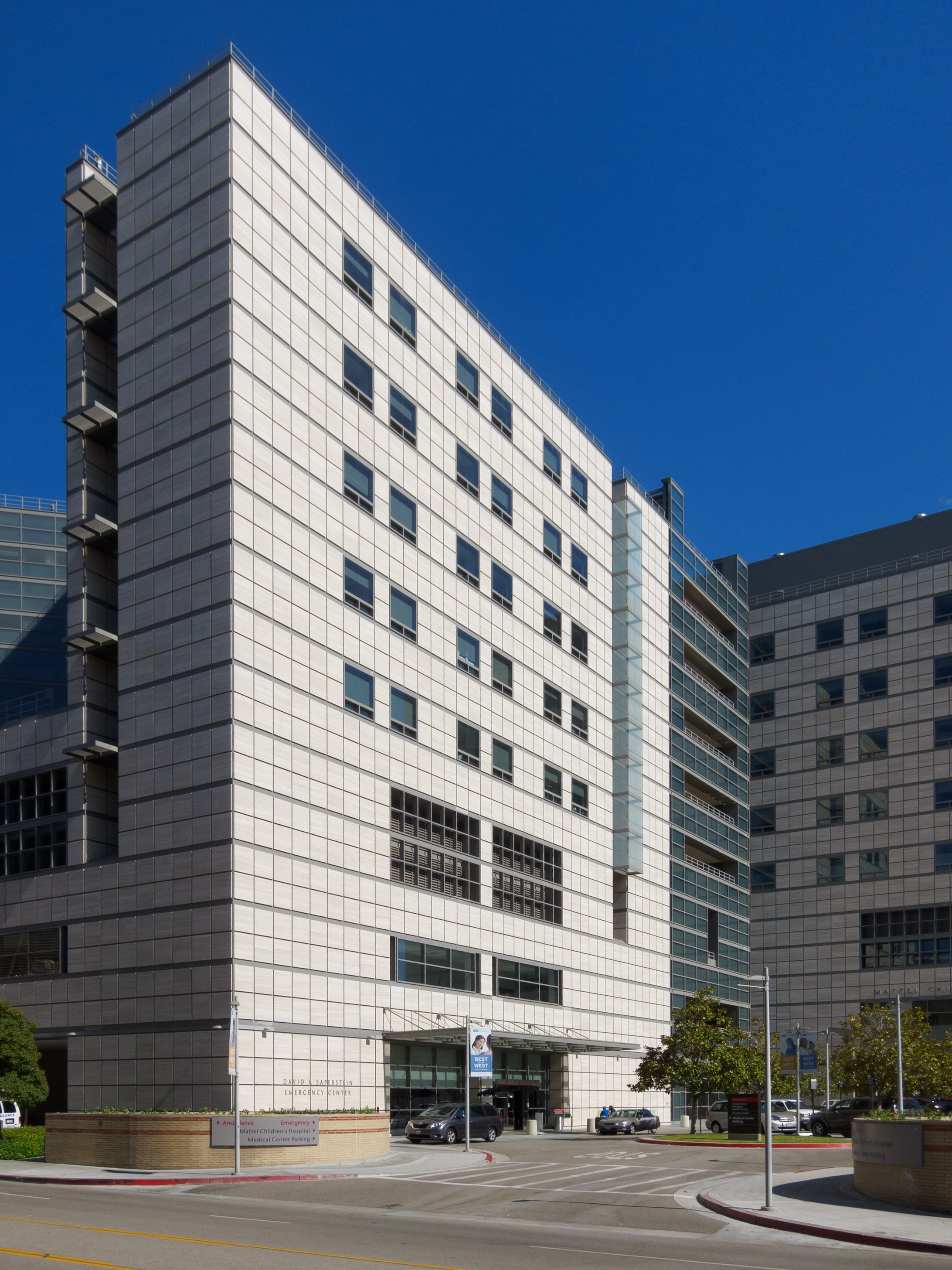
Ronald Reagan UCLA Medical Center, vicino all'ingresso principale del campus.

Nel 1969, l'amministrazione dell'Università della California licenziò Angela Davis, una femminista radicale, lettore presso il Dipartimento di Filosofia per essersi pubblicamente identificata come membro del Partito Comunista. La facoltà scandalizzata minacciò di rinunciare alle lezioni se la Davis non fosse stata riassunta e quasi 2 000 studenti riempirono l'auditorium della Royce Hall quando la Davis fece la sua prima lezione, nonostante la decisione del rettore di screditarla. Gli studenti fecero una standing ovation per la professoressa venticinquenne. Il 22 ottobre, il vicerettore Charles Young confermò una sentenza della corte suprema di stato che annullava l'ordine del rettore di sospendere il corso della Davis. Otto mesi dopo, il vertice dell'università di nuovo allontanò la Davis dalla UCLA ().
Il 5 maggio 1970 gli studenti, protestando contro la sparatoria della Kent State marciarono nel campus, vandalizzando alcuni edifici, tra cui uno del servizio militare universitario riservista ROTC (Reserve Officer Training Corps). Un incendio causò danni per 5 000 dollari, distruggendo parte della Murphy Hall. Il rettore Young dichiarò lo stato d'emergenza e chiamò la polizia che fece 74 arresti; 12 persone rimasero ferite. Questa dimostrazione e molte altre nei campus delle diverse sedi della Università della California provocarono la decisione dell'allora governatore Ronald Reagan di chiudere i college per la prima volta nella storia della California.
Il dibattito politico nel campus negli anni ottanta si concentrò primariamente sull'apartheid sudafricano, la politica USA in America Centrale e l'azione politica nello Stato. Negli anni novanta, gli studenti attivisti lavorarono sul tema della università e sui problemi dello Stato della California, come il riconoscimento dei sindacati e l'immigrazione.
Nel novembre del 2006 la polizia colpì con un Taser uno studente della UCLA all'interno di un laboratorio informatico della Powell Library. La notizia ebbe ampio risalto sui media americani, anche grazie a un filmato che riprende l'intero avvenimento e in poco tempo si organizzarono manifestazioni per sensibilizzare l'opinione pubblica sull'argomento e per chiedere spiegazioni alle autorità.
Il 1º giugno del 2016 al campo avviene una sparatoria che si conclude con il suicidio dell'attentatore (descritto come uomo bianco vestito tutto di nero) e con la morte di due studenti.

## Sport
La UCLA è una delle università più importanti e valide della NCAA, la federazione che organizza i tornei sportivi di squadre universitarie. Le squadre dell'università sono chiamate Bruins e hanno divise blu e oro. I Bruins partecipano alla NCAA Division I-A come parte della Pacific-12 Conference. Le mascotte dei Bruins sono Joe e Josephine Bruin e gli "inni sportivi" sono Sons of Westwood e Mighty Bruins.
La squadra di football americano dei Bruins gioca al Rose Bowl di Pasadena; il team vinse il titolo nazionale nel 1954. Le squadre maschili e femminili di pallacanestro e pallavolo giocano al Pauley Pavilion all'interno del campus. Quando Red Sanders venne alla UCLA come allenatore di football nel 1949 ridisegnò le uniformi, aggiungendo un cerchio rosso sulle spalle - la "UCLA Stripe" - e schiarendo il tono del blu: Sanders pensava che rendesse meglio sul campo e in pellicola. Un giocatore di football americano della UCLA player, Gary Beban, ha vinto il trofeo Heisman, che è un premio assegnato ogni anno al miglior giocatore di football di college. Tra i giocatori di football americano che hanno frequentato l'UCLA vi è Troy Aikman. L'ateneo ha primeggiato anche nel tennis e tra i giocatori più famosi dell'UCLA vi sono Jimmy Connors e Arthur Ashe.
Al 2005, la UCLA ha vinto  118 campionati nazionali. URL consultato il 31 gennaio 2018 (archiviato dall'url originale il 18 dicembre 2005)., inclusi 97 campionati NCAA, più di ogni altra università. Tra questi campionati, alcune delle più memorabili vittorie sono nella pallacanestro maschile. Con il leggendario allenatore John Wooden, la squadra di basket maschile della UCLA ha vinto 10 campionati NCAA (1964, 1965, 1967, 1968, 1969, 1970, 1971, 1972, 1973, e 1975) e un 11° fu conquistato con l'allenatore Jim Harrick nel 1995. Dal 1971 al 1974, la squadra di basket maschile riuscì a vincere 88 partite consecutive. Tra gli atleti passati tra le file del team di pallacanestro della UCLA vi sono Gail Goodrich, Kareem Abdul-Jabbar, Bill Walton, Kiki Vandeweghe, Baron Davis, Reggie Miller, Russell Westbrook, Kevin Love, Jrue Holiday, Zach LaVine e Lonzo Ball. Dal 2019 sono allenati da Mick Cronin.

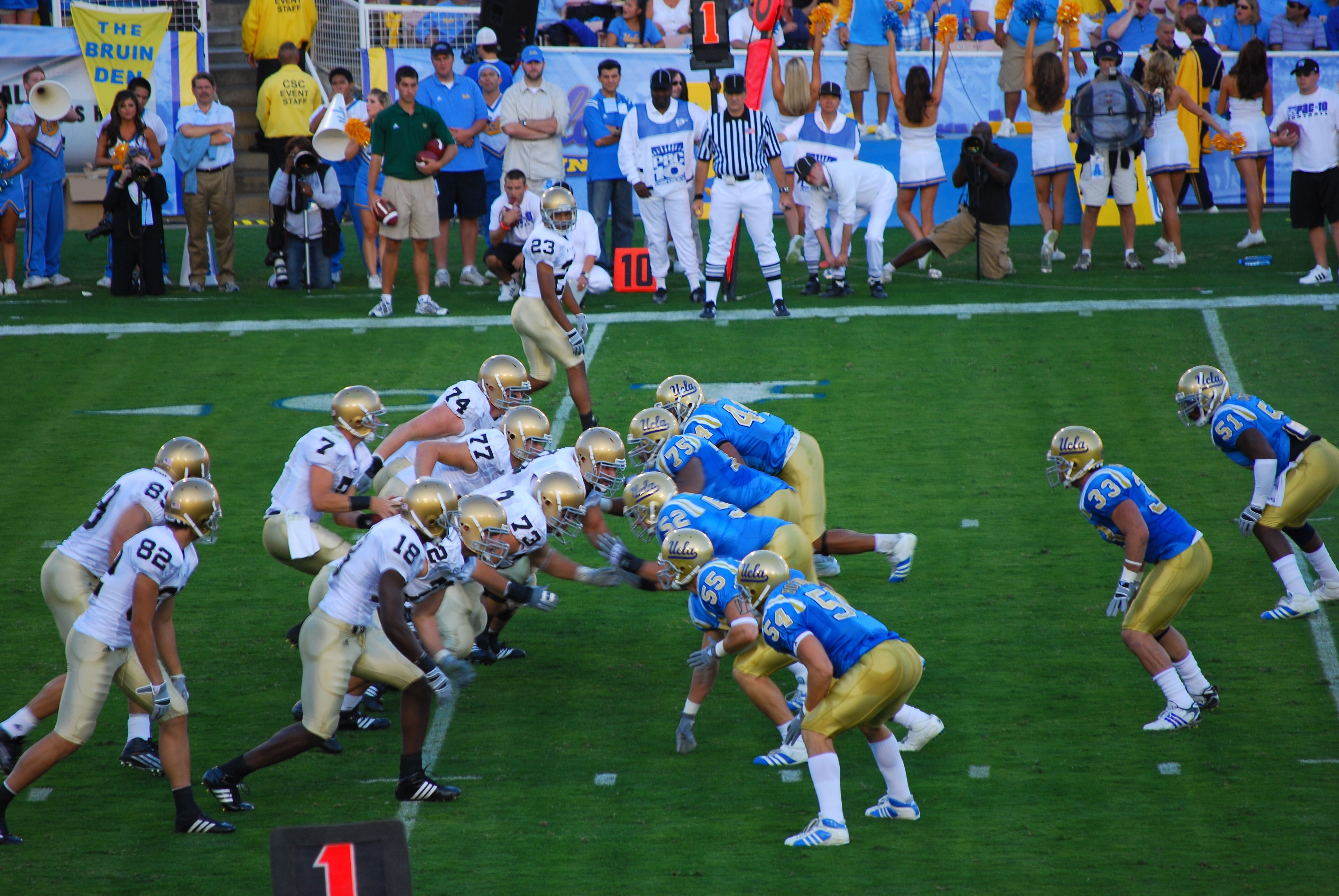
La squadra di football americano dell'università in una partita con quella di Notre Dame.

Oltre ai campionati di basket la UCLA ha vinto i campionati della NCAA Division I nei seguenti eventi:
Maschile:
- NCAA Division I-A national football championship (1),
- NCAA Division I Men's Golf Championships - golf (1),
- NCAA Men's Gymnastics championship - ginnastica (2),
- NCAA Men's Soccer Championship - calcio (4),
- NCAA Men's Swimming and Diving Championships - nuoto (1),
- NCAA Men's Tennis Championship - tennis (16),
- NCAA Men's Outdoor Track and Field Championship - atletica leggera (8),
- NCAA Men's Volleyball Championship - pallavolo (18),
- NCAA Men's Water Polo Championship - pallanuoto (8).

Femminile:
- NCAA Women's Golf Championship - golf (2),
- NCAA Women's Gymnastics championship - ginnastica (5),
- NCAA Softball Championship - softball (10),
- NCAA Women's Outdoor Track and Field Championship - atletica leggera (5),
- NCAA Women's Volleyball Championship - pallavolo (3),
- NCAA Women's Water Polo Championship - pallanuoto (3).

UCLA ha avuto delle medaglie in ogni olimpiade in cui ha partecipato. Nei giochi di Atene 2004, ha mandato 56 atleti, più di ogni altra università, che hanno vinto 19 medaglie.
La rivale "per tradizione" della UCLA è la University of Southern California. La  Lexus Gauntlet. URL consultato il 24 novembre 2019 (archiviato dall'url originale il 28 agosto 2008). è una gara tra UCLA e USC nelle 18 discipline sportive in cui entrambe eccellono; nel 2005 e nel 2007, la UCLA ha vinto il trofeo.

## Tradizioni ed eventi

JazzReggae Festival 2010.

Il  Festival of Books. (Festival dei libri) del giornale Los Angeles Times, una fiera di due giorni che si tiene l'ultimo weekend di aprile, è il maggiore evento fieristico per autori ed editori della California e l'ingresso è gratuito per tutti. È organizzato in associazione con la UCLA e si tiene all'interno del campus.
Il concerto  UCLA Jazz Reggae Festival. raduna musicisti di entrambi i generi per due giorni nel fine settimana del "Memorial Day". L'evento è organizzato dalla "Cultural Affairs Commission" (CAC) della  Undergraduate Students Association Council (USAC)., una articolazione della  ASUCLA. URL consultato il 17 aprile 2018 (archiviato dall'url originale il 28 gennaio 2006)..
 Spring Sing. è un altro show per studenti che si tiene al Los Angeles Tennis Center nel campus.
La  UCLA Dance Marathon. URL consultato il 17 aprile 2018 (archiviato dall'url originale l'11 febbraio 2006). è un evento annuale in cui allievi di scuole di danza si esibiscono per raccogliere fondi per la fondazione "Elizabeth Glaser Pediatric AIDS".

## Enti collegati

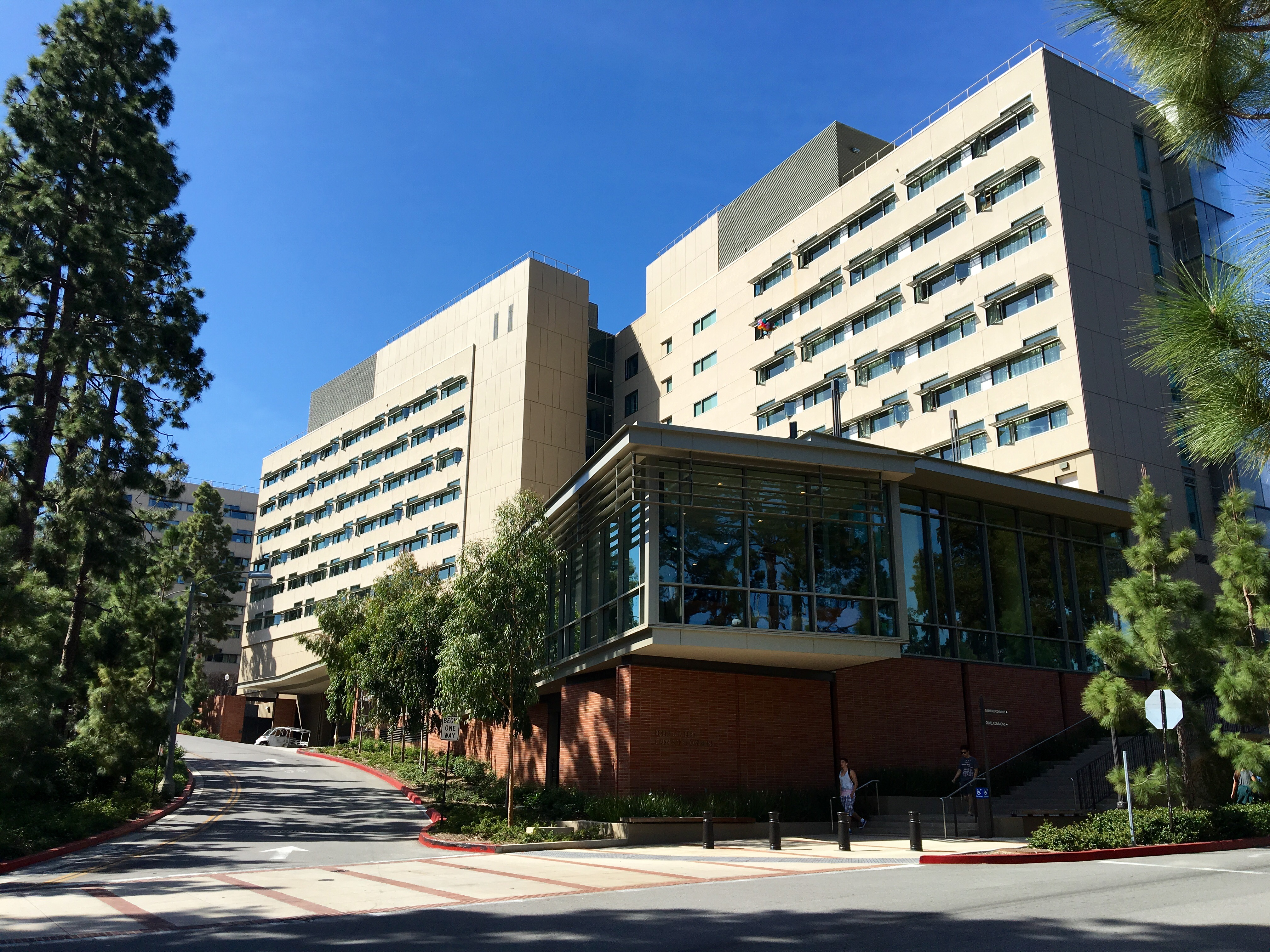
Dormitori Sproul Landing sopra la sala da pranzo B-plate a Charles E Young e De Neve Drive.

### UCLA healthcare
L'istituto UCLA Medical Center è in realtà parte di una struttura sanitaria più ampia, UCLA Healthcare, che opera anche con un ospedale a Santa Monica e altre sette cliniche nella contea di Los Angeles. Inoltre, la UCLA David Geffen School of Medicine usa due ospedali nella stessa contea come istituti universitari: l'"Harbor-UCLA Medical Center" e l'"Olive View-UCLA Medical Center". Nel 1981, l'UCLA Medical Center è passato alla storia quando il professore associato Michael Gottlieb diagnosticò per primo un disturbo sconosciuto, che venne poi chiamato AIDS. Al 2005, il giornale "U.S. News and World Report" ha giudicato l'UCLA Medical Center come migliore ospedale della regione occidentale degli USA per 16 anni consecutivi e come uno dei migliori del Paese ().

### Alloggi e ospitalità
Oltre ai normali studentati e collegi, la UCLA gestisce anche un piccolo hotel ("UCLA Guest House") e un centro conferenze ("UCLA Conference Center"), nella zona di San Bernardino vicino al Lago Arrowhead.

#### Chabad House
La UCLA Chabad House è un centro comunitario per studenti ebrei, amministrato dal movimento ebreo ortodosso Chabad. Creato nel 1969, è stata la prima Chabad House presso un'università americana. Nel 1980, tre studenti morirono in un incendio nella palazzina originale della UCLA Chabad House. La costruzione odierna è stata eretta in loro memoria. Completata nel 1984, la nuova palazzina è stata la prima di molte Chabad House sparse per il mondo e stilizzate come riproduzioni architettoniche della residenza del Rebbe Lubavitch, il rabbino Menachem Mendel Schneerson al 770 Eastern Parkway di Brooklyn, New York.

### Il marchio UCLA
Il nome UCLA inoltre è un marchio di una linea di abbigliamento e accessori: il fascino che ha, in particolare in alcuni stati asiatici, oltre che dall'eccellenza dell'istituto educativo, è probabilmente legato all'immagine della California del Sud, terra solare e libera.